# Dubrovnik
Dubrovnik ([dǔbroːʋniːk]ⓘ, antiguamente en español, Ragusa) es una ciudad situada en la parte más meridional de Croacia. Edificada en una península de la costa dálmata fue una importante potencia marítima mediterránea desde el siglo XIII. En la actualidad es el centro administrativo y económico más relevante del condado de Dubrovnik-Neretva. Con una superficie de 143.35 km² en el censo de 2021 cuenta con una población de 41.562 habitantes.
Pese sufrir un grave terremoto en 1667 y daños durante la guerra de Croacia en la década de 1990 Dubrovnik ha conservado sus monumentos –iglesias, monasterios, palacios y fuentes– de estilo gótico, renacentista y barroco. Denominada la "Perla del Adriático" o "La Atenas Dálmata" según datos de abril de 2023 es el principal destino del país para los turistas extranjeros. En 1979 el casco antiguo que se encuentra rodeado por una gran muralla obtuvo la declaración, ampliada en 1994, de Patrimonio de la Humanidad por la UNESCO.

## Toponimia
En la primera mitad del siglo VII, ante las invasiones de eslavos y ávaros que asolaban la península balcánica, los habitantes romanizados de la ciudad de Epidauro (actualmente conocida como Cavtat o Ragusavecchia) buscaron refugio en un cercano asentamiento que recibía el nombre de Rausium, situado en la isla de Laus (que en griego significa "roca"), frente a la costa del Adriático. Un anónimo geógrafo bizantino de Rávena, en el año 667, señala como fecha de este acontecimiento el año 614. Esta es la primera mención escrita que se hace de la ciudad de Ragusa de los Dálmatas romanizados, así de acuerdo con un famoso pasaje de Constantino Porfirogénito:

"En la lengua de los romanos, la ciudad no se llamaba Ragusa, se hacía mención a lo que estaba situado encima de las colinas, en el idioma romano se llama Lau, "La roca", de modo que los habitantes se llaman "Lausaioi", que significa "aquellos que viven sobre la roca, se corrompe dicho apelativo hasta llegar a "Rausaioi".

Pero el apelativo vulgar y, con el tiempo, el nombre de la ciudad se escribió de varias maneras, todas derivadas de esta raíz: Lausa, Labusa, Raugia, Rausia, Rachusa y finalmente Ragusa.
El nombre eslavo Dubrovnik apareció durante el Medioevo y procede de la palabra eslava Dubrava, bosque de robles, con que era llamada una aldea fuera de la Ragusa de los Dálmatos: de hecho, estos árboles cubrían las montañas de San Sergio (en eslavo Brgat), que fue construida en las laderas del centro de la ciudad antigua.[cita requerida]

## Historia
Se cuenta que el mismo Roldán, el famoso caballero, acudió en ayuda de la ciudad asediada y la liberó del invasor. En el siglo IX, Ragusa era ya la ciudad más importante de la Dalmacia meridional y formaba una pequeña Comunidad Ragusiana bajo el amparo de Bizancio, para luego estar bajo dominio de la República de Venecia hasta 1358, cuando con el tratado de Zara (Zadar) pasa a ganar su independencia y a llamarse República de Ragusa, pagando un tributo anual al rey de Hungría y luego a los Doges de Venecia. La ciudad y su contorno municipal ocupaban apenas una superficie aproximada de 1 km², pero sus navíos ya durante el inicio del Renacimiento italiano surcaban todos los mares del Levante, desde el Adriático hasta el Bósforo. Algunos académicos italianos han llegado a considerar la República de Ragusa como la Quinta República marinera de Italia, junto con Venecia, Génova, Pisa y Amalfi, por ser originariamente de habla neolatina. En efecto, el Idioma dalmático (muy parecido al veneciano) era la lengua autóctona de Ragusa antes del año 1000.
Al igual que Venecia, disponía de su propia flota de guerra para defenderse, pero no fue suficiente para impedir que los normandos se adueñaran de la ciudad en 1081.
En el siglo XII se erigieron murallas alrededor de la nueva ciudad para protegerse de las invasiones que venían tanto de Oriente como de Occidente. A finales de dicho siglo, Ragusa era una de las Repúblicas que escogía a su gobernante de manera democrática.
La pujante República de Venecia, cuyos barcos hacían escala en la costa dálmata, anhelaba anexionarse este puerto estratégico para sus fines comerciales. La armada veneciana se puso en movimiento en 1205 y conquistó la ciudad, conservándola hasta 1358. Ragusa era llamada oficialmente Ragusa, pero por los habitantes eslavos que residían fuera de la ciudad era llamada con el nombre de Dubrovnik (del término ilirio dubrava, bosque de robles). Después de la absorción de los suburbios eslavos, Ragusa consiguió un estatuto especial en donde los descendientes de los dálmatos romanizados constituyeron la aristocracia local y la lengua italiana fue considerada la lengua oficial. Tras aceptar el nombramiento de un obispo, los ragusianos conservaron el control comercial y político de su ciudad. Al compartir los poderes, lograron mantener sus principales prerrogativas en los asuntos ciudadanos. Cuando Venecia se retiró de Ragusa, aparecieron los turcos por el este.

### La Atenas dálmata

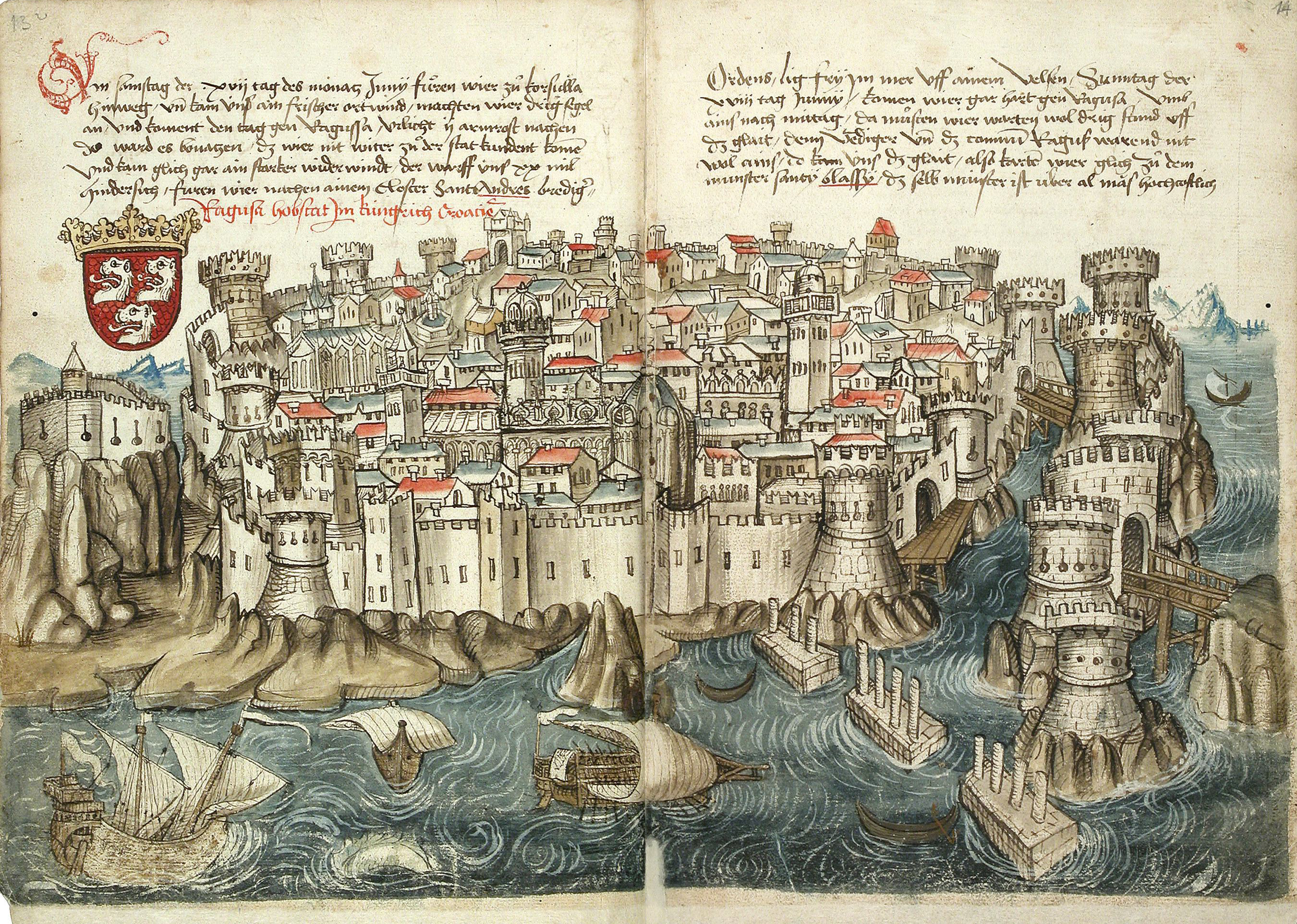
Vista de la ciudad hacia el

En 1364, es decir, veinticuatro años antes de la famosa batalla de Kosovo, Ragusa firmó con el sultán del Imperio otomano un tratado de alianza y protección, el primero establecido entre un país musulmán y un Estado cristiano. Gracias a este acuerdo, Ragusa fue respetada por la invasión otomana que pasó muy cerca sin reparar en ella. El límite histórico de la expansión turca corresponde exactamente a la frontera actual entre Croacia y Bosnia-Herzegovina. Los turcos se detuvieron en la cima de la montaña que domina como una muralla natural la ciudad, pero no descendieron. Concedieron una especie de privilegio a esta pequeña ciudad cristiana católica, activa, apaciblemente ocupada en la industria y el comercio. A cambio de la protección, Ragusa debía pagar un tributo al sultán. Una delegación se dirigía cada año a Constantinopla para cumplir la formalidad. Aquella debía permanecer un año en el lugar, sirviendo de esta manera de rehén hasta que llegase el siguiente tributo. 
En 1377, ante la peste negra, el gobierno de Ragusa impuso la primera cuarentena moderna del mundo, limitándose ésta primera iteración a 30 días y llamándola trentino, pero cumpliendo en esencia con las actuales reglas de la cuarentena.
Desde 1421, los armadores de la ciudad obtuvieron el privilegio de comerciar con Asia y África. Con el monopolio del comercio marítimo en las provincias grecoeslavas, Ragusa rivalizó con Pisa y Venecia en riqueza y con Florencia en cultura. Adelantada del mar, coqueteó, se sometió, pactó con muchos poderes, sobre todo con la Venecia rival. Además, Ragusa llegó a tener consulado en Sevilla; en las carabelas de Colón viajaron dos marineros raguseos en el primer viaje del Almirante.
La ciudad mereció el sobrenombre de "Atenas dálmata". De aquí surgieron el médico Baglivi, el astrónomo Roger Joseph Boscovich y el sabio benedictino Banduri, que fue secretario del duque de Orleans (1724). Gracias a ello, la ciudad consiguió mantener su independencia durante cerca de mil años. Incluso ocupada, la República de Ragusa conservó una notable autonomía gracias a la habilidad de su diplomacia.

### Una ciudad libre en el Adriático
Toda la economía de Ragusa se basaba en la navegación y el comercio marítimo, es decir, en los barcos. Navegar era tan importante que cada hombre debía plantar a lo largo de su vida cien cipreses. Después de cincuenta años, esa madera serviría para la construcción de barcos. Para ello, sumergían la madera en agua de mar y luego la ponían a secar. La sal tapaba los agujeros y la endurecía. Esta costumbre explica la abundancia de cipreses en las colinas que rodean la ciudad. En la época de su máximo esplendor (siglo XVI), la flota de Ragusa se componía de doscientos barcos. La expansión prosiguió hasta el 1 de abril de 1667, cuando un gran terremoto destruyó casi por completo la ciudad causando la muerte de unas 5000 personas (o sea, el 40 % de la población). En ese terremoto pereció la mayoría de la aristocracia de Ragusa, que estaba formada por descendientes de los dálmatas romanizados: la ciudad fue repoblada principalmente por eslavos del interior y desde entonces perdió sus características neolatinas. En el siglo XIX, los barcos mercantes dejaron el lugar a los buques de emigrantes que partían hacia América.

### Abolición de la República de Ragusa por Napoleón

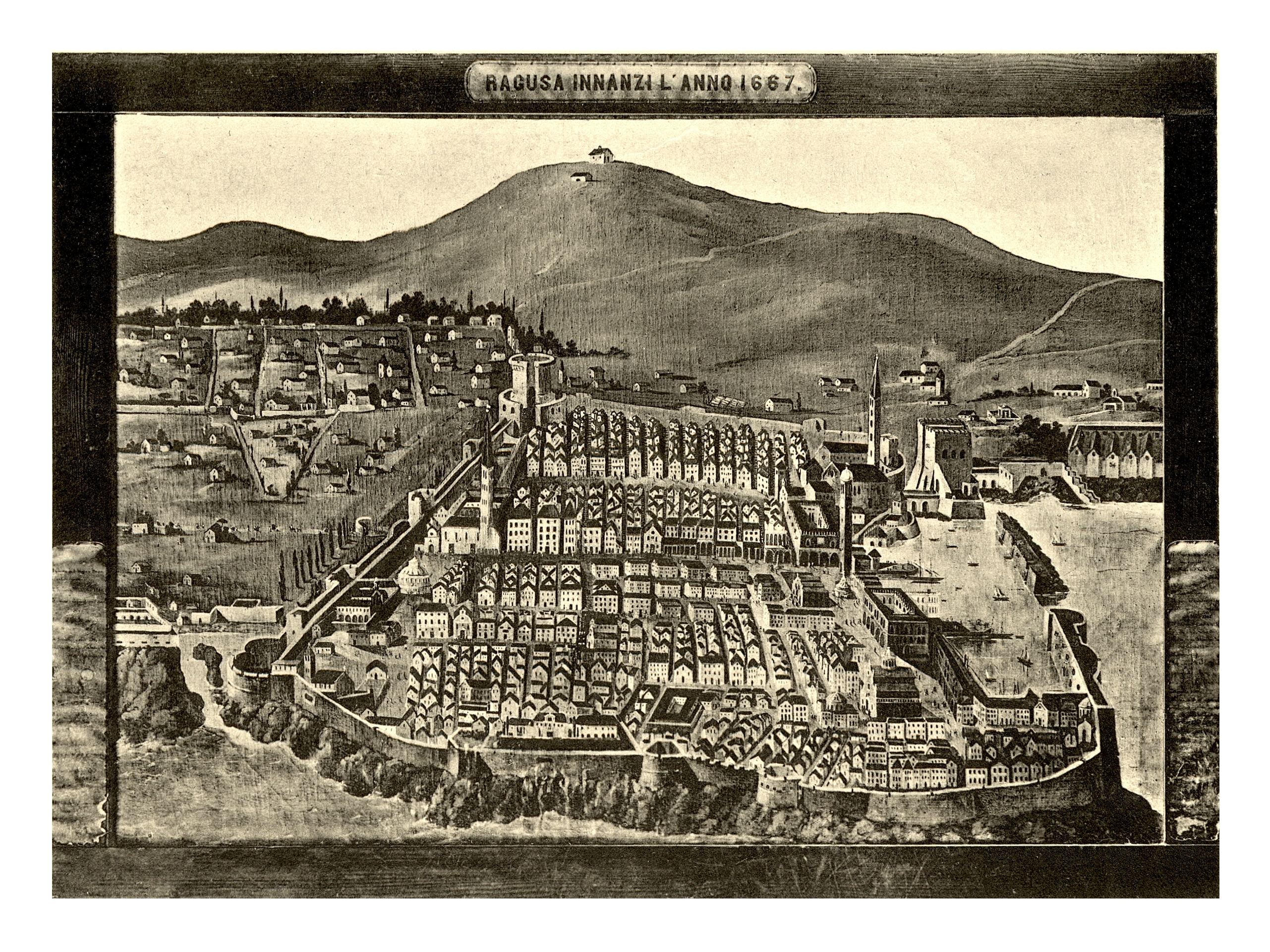
Ragusa en 1667, antes del terremoto, heliografía de Kowalczyk, 1909.

Después de obtener victorias decisivas sobre Austria, Napoleón se apoderó de territorios situados al sur de los Alpes, en el litoral adriático, entre Trieste y Montenegro y se precipitó sobre ellos.
El 31 de enero de 1808, un decreto napoleónico puso fin a la República de Ragusa, que fue incorporada al Reino napoleónico de Italia.
Pero ya en 1809 Ragusa fue unida a las Provincias ilirias con la capital Liubliana. El mariscal Auguste Marmont, Duque de Ragusa, se convirtió en el gobernador de las Provincias ilirias (1809-1813) dominadas por Francia. Los franceses no permanecieron mucho tiempo, pero dejaron su impronta en la memoria colectiva.
Humillados por un ejército de conquistadores extranjeros, los nobles de origen "dálmato-italiano" se vieron forzados a abandonar el poder y sus privilegios. Sin perjuicio de ello siguieron manteniendo su velado control y respeto de los habitantes de la ciudad durante toda la ocupación austríaca. Pero los nobles no apreciaron las reformas de los franceses.
En efecto, los franceses realizaron diferentes obras: construyeron una fortificación en la cima de la montaña que aún subsiste y una larguísima carretera, todavía en uso que iba desde la frontera italiana cerca de Trieste hasta la región de Ragusa. Además reorganizaron ventajosamente el sistema escolar usando la lengua italiana y concedieron a los judíos de la ciudad un estatuto de igualdad con los demás ciudadanos. En 1815, en el Congreso de Viena fue abolido el Imperio napoleónico.

### Soberanía austrohúngara
Cuando el Imperio de los Habsburgo adquirió estas provincias después de 1815 en el Congreso de Viena, las nuevas autoridades imperiales instalaron una nueva administración burocrática, que mantenía fundamentalmente el sistema oficial de lengua italiana. Introdujo una serie de modificaciones destinadas a centralizar el poder, aunque lentamente: la burocracia, los impuestos, la religión, la educación y las estructuras comerciales. Desafortunadamente para los residentes locales, las estrategias de centralización, que se destinaban a estimular la economía, en gran parte no surtieron los efectos esperados. Y una vez que el personal político y económico superaron el trauma de las guerras napoleónicas, surgieron varios nuevos movimientos en la región.

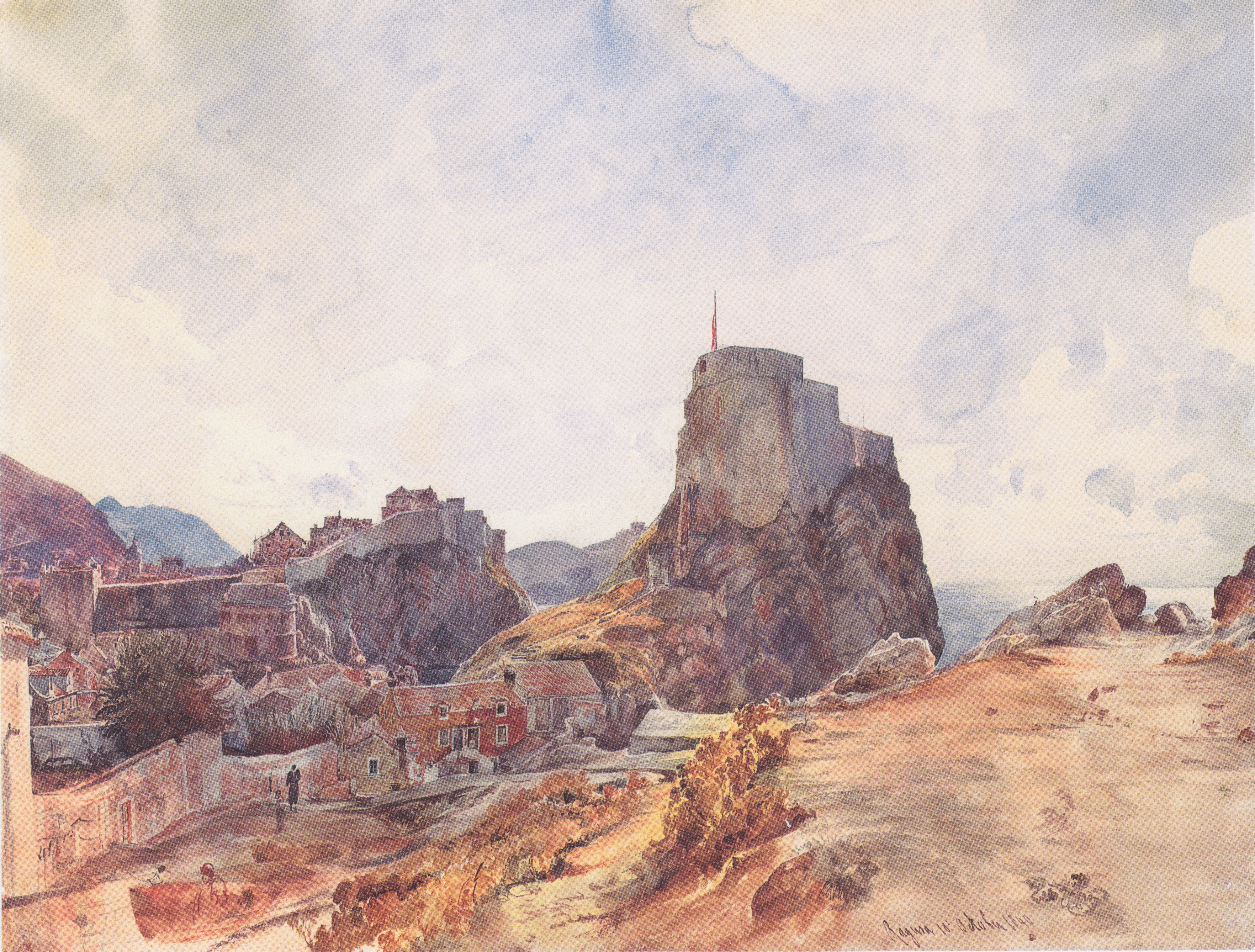
Fortaleza de San Lorenzo hacia 1840

Se produjo una combinación de las dos fuerzas irregulares en la vida política general de Ragusa y en Dalmacia, imbuidas en el sistema administrativo, y con los nuevos movimientos nacionales reclamando una identidad étnica, cada uno como bloque, para la fundación de una nueva comunidad. No obstante, Dalmacia era una provincia gobernada por germanohablantes que representaban la monarquía centralizada de los Habsburgo en la región de Dalmacia, la cual era históricamente bilingüe, es decir, (iliria) croata e italiana.
En 1815, el ex gobierno raguseo, es decir, la asamblea de nobles descendientes de los antiguos dálmatas romanizados, se reunió por última vez en la Villa/ljetnikovac en Mokošica. Esa vez se llevaron a cabo grandes esfuerzos para restablecer la República, pero todo fue en vano: después de caer la República, la mayoría de la aristocracia había emigrado al extranjero. Otros fueron reconocidos por el Imperio Austríaco, otorgando títulos austríacos sin pagar incluso los impuestos por la concesión de éstos, para mantener tranquila a la antigua nobleza local. El listado de los asistentes a la última sesión es el siguiente:

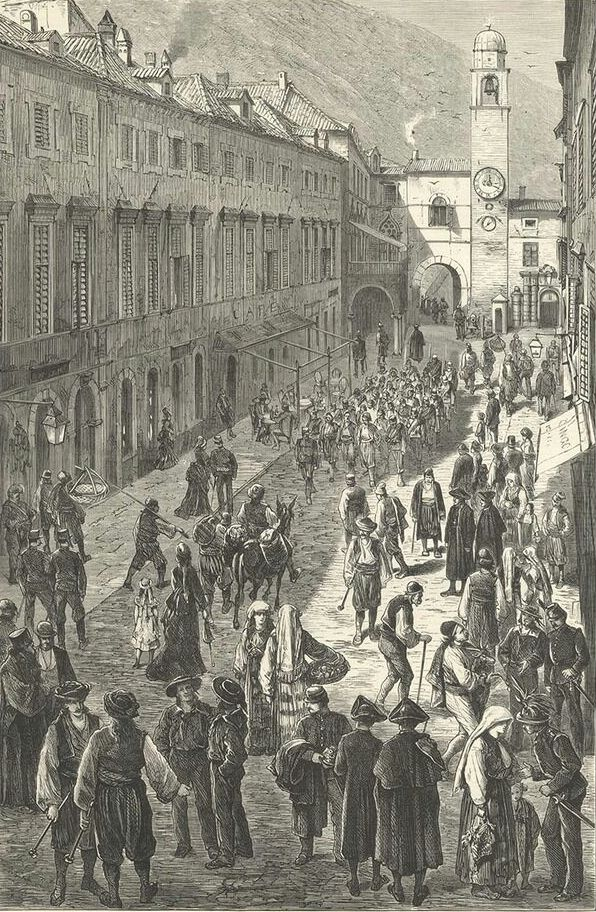
Calle de Dubrovnik en la segunda mitad del

Orsato Savino, conte di Ragnina; Niccolo Matteo di Gradi; Niccolo Niccolo di Pozza, Clemente, conte di Menze, Marino Domenico, conte di Zlatarich, Wladislao, conte di Sorgo; M. Conte di Cerva, Niccolo conte di Saracca; Pietro Ignazio di Sorgo-Cerva; Paolo Wladislao, conte di Gozze; Nicollo Gio, conte di Sorgo, Matteo Nicollo di Ghetaldi; Savino conte di Giorgi; Pietro Giovanni conte di Sorgo; Marino Nicollo conte di Sorgo, Sebastiano di Gradi; Matteo Niccolo di Pozza; Segismondo di Ghetaldi; Niccolo Luigi conte di Pozza; Wladislao Paolo conte di Gozze, Marino di Bona; Marco Niccolo conte di Pozza; Giovanni conti di Gozze, Francesco conte di Zamagna; Matteo Niccolo conte di Sorgo; Carlo conte di Natali, Orsato conte di Cerva, Matteo Conte di Cerva,, Niccolo conte di Giorgi; Segismondo conte di Sorgo; Biagio M. Di Caboga; Conte Giovani di Menze; Niccolo Matteo di Sorgo; B.D di Ghetaldi; Gio Biagio, conte di Caboga; Marino Matteo di Pozza, conte di Sagorio, Luca Antonio conte di Sorgo; conte di Giorgi Bona; Giovanni conte di Sorgo; Giovanni conte di Natali, Antonio Luca conte di Sorgo, Rafaelle Giovanni conte di Gozze; Natale Paolo conte di Saraca; Natale Conte di Ghetaldi.

En 1832, el barón Segismondo Ghetaldi-Gondola (1795-1860) fue elegido Podestá de Ragusa, que desempeñó el cargo por 13 años, y el gobierno austríaco le otorgó el título de "Barón" en 1845. En agosto del 1830, bajo decreto ministerial de Segismondo Ghetaldi-Gondola, le fue permitido al Municipio Serbio Ortodoxo el arreglo del cementerio ortodoxo en Boninovo y la construcción del templo ortodoxo en el sitio que quedó de una casa incendiada, que fue terminado y consagrado el año 1837. Sin embargo, los fieles ortodoxos de Ragusa necesitaban para sus ceremonias religiosas y el servicio de la santa misa un templo más amplio y más elegante; y recolectando todas las licencias necesarias, en el año 1865 se inició la construcción de la Iglesia ortodoxa de la Santa Revelación, dentro de las murallas de la ciudad, en el terreno de la familia noble Gundulić-Gondola. Doce años después, en 1877, la iglesia fue terminada y consagrada, y desde entonces los fieles ortodoxos de Ragusa celebran en ella sus ceremonias.

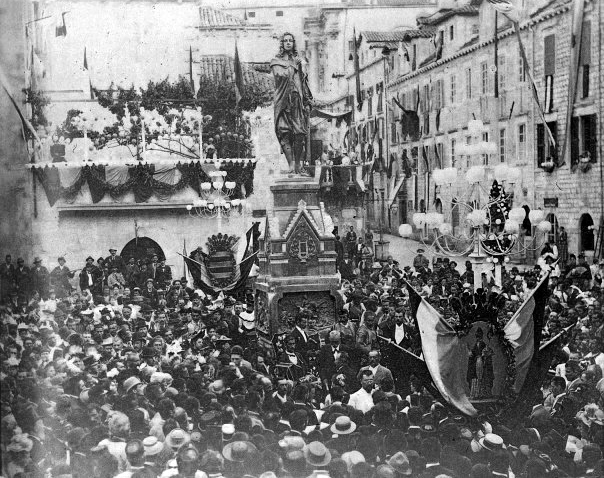
Inauguración del Monumento a Ivan Gundulić en 1893 por el podestá barón Francesco Ghetaldi-Gondola.

El conde Raffaele Pozza, Dr. jur. (1828-90) fue elegido por primera vez Podestà de Ragusa en el año 1869. Después fue reelegido en 1872, 1875, 1882, 1884) y dos veces elegido en el Consejo/Sabor de Dalmacia de 1870, 1876. La victoria de los nacionalistas en Spalato en 1882 tuvo un fuerte eco en las esferas de la Curzola y Ragusa. Fue recibido por el alcalde (Podestá) de Ragusa, Raffaele Pozza, el Club Nacional de Lectura de Ragusa, la Asociación de Trabajadores de Ragusa y la revista "Slovinac", por las comunidades de Kuna y Orebić; esta última consiguió un gobierno local nacionalista croata, incluso antes que Spalato.

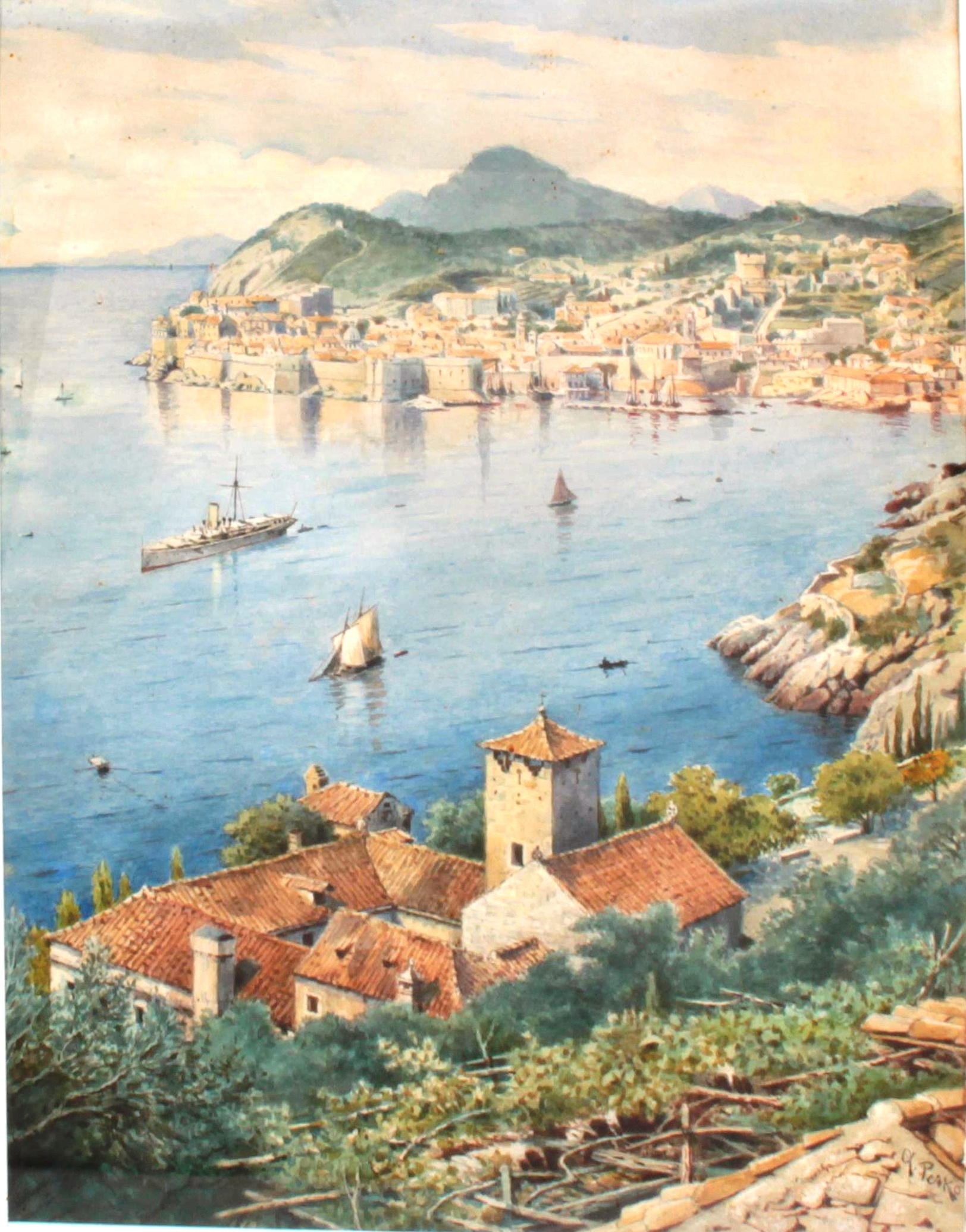
Vista hacia finales del

En 1889, el movimiento de los serbios católicos apoyaba al barón Francesco Ghetaldi-Gondola, candidato del Partido Autonomista de Dalmacia, frente al candidato del Partido Popular de Vlaho Giulli (Biagio Ghetaldi), en 1890, en las elecciones a la Sabor/Dieta dálmata. Al año siguiente, durante la elección del gobierno local, el Partido Autonomista con el apoyo del Partido Serbio ganó la reelección municipal con Francesco Gondola, que murió en el poder en 1899, y la Alianza ganó la elección de nuevo el 27 de mayo de 1894. Francesco Gondola Ghetaldi-fundó la Sociedad de Filatelia el 4 de diciembre de 1890, así como la Escuela de Agricultura en Lapad, siendo un gran productor, exportador de aceite de oliva y otros productos agrícolas.

### SigloXX
En el censo de 1910 Ragusa estaba poblada por casi 10 800 habitantes en su mayoría eslavos, pero había 600 ragusianos de etnia italiana que se sumaban a casi 2000 italianos emigrados del sur de Italia.

#### Bajo la soberanía de Yugoslavia

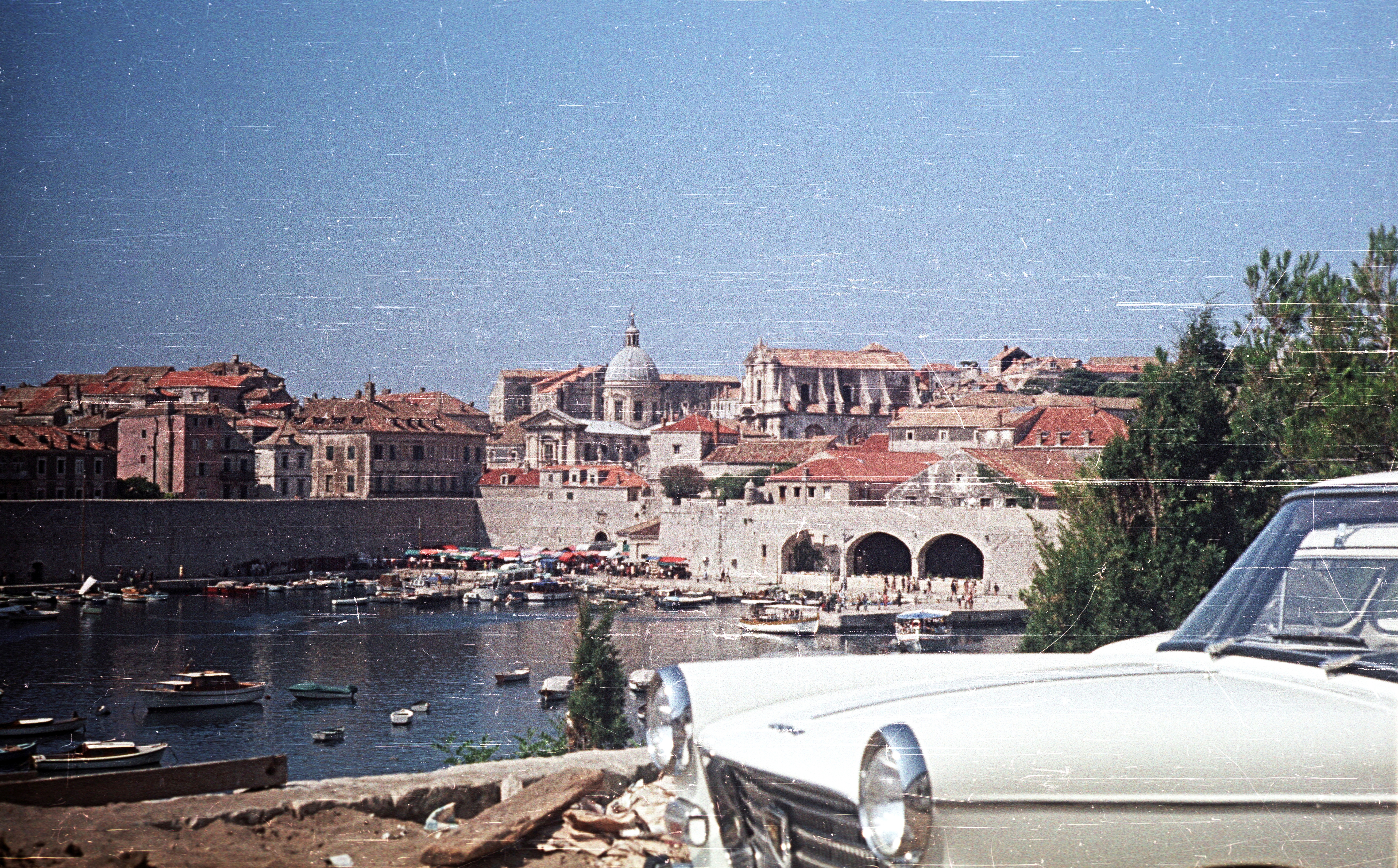
Dubrovnik en 1965

Entre las dos guerras mundiales (primera 1918, segunda 1941-1945), la ciudad pasó a denominarse oficialmente Dubrovnik desde 1918 y siguió siendo una ciudad eminentemente de élite y aristocrática, papel que tuvo en la nueva Yugoslavia monárquica. Durante la Segunda Guerra Mundial fue ocupada por las tropas italianas entre 1941 y 1943, aunque oficialmente era parte de la Croacia de Ante Pavelić. En septiembre de 1943 los alemanes la ocuparon, junto con las tropas ustacha, desatándose una cruel guerrilla en toda la región alrededor de la ciudad.
Durante la época de Tito, Dubrovnik fue objeto de sendas inmigraciones de gente proveniente de Herzegovina, para trabajar en la construcción de los nuevos hoteles y quitar el estigma aristocrático que tenía por siglos. Muchas propiedades fueron confiscadas a los antiguos habitantes, situación que no se regularizaría en muchos casos hasta el día de hoy, convirtiéndose en el centro de veraneo más solicitado del país, el "escaparate" de Dalmacia. Cuando el sistema se hundió en 1991, Yugoslavia se desmembró y la guerra explotó inmediatamente después.

#### Bajo la soberanía de Croacia

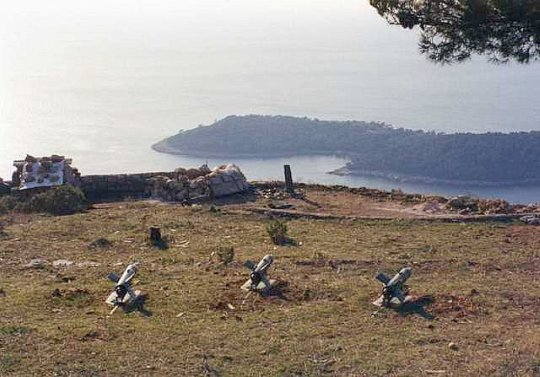
Posiciones del Ejército Nacional Yugoslavo apuntando hacia Dubrovnik, 9 de diciembre de 1991.

En 1991 los electores de la región de Dubrovnik votaron, casi de forma unánime, por la República de Croacia independiente de Yugoslavia. Para detener ese proceso de independencia el ejército, compuesto en su mayoría por serbios y montenegrinos, declaró la guerra a los croatas. Lanzó un ataque de extrema virulencia (terrestre, marítimo y aéreo al mismo tiempo) sobre Dubrovnik, el 6 de diciembre de 1991. La ciudad, desarmada, fue asediada durante seis meses. La mayoría de los combatientes de la ciudad eran soldados herzegovinos, que no tuvieron respeto con los grandes monumentos, colocando morteros al lado de estos. La gente de Dubrovnik huyó o no luchó. Muchas personas sintieron rabia contra Belgrado, porque Dubrovnik siempre estuvo más ligado a ella que a Zagreb.

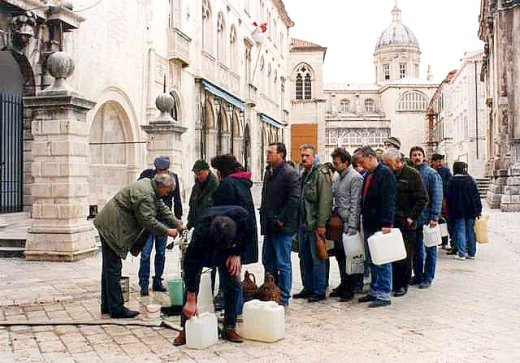
Asedio de Dubrovnik en 1991. Personas en una cola para conseguir agua.

Según lo plantea la periodista Mirjana Tomic, en octubre de 1991, estando en Dubrovnik, la mayoría de los turistas que visitaban la ciudad y los estudiantes provenían de Belgrado y no de Zagreb, así que la gente de Dubrovnik se preguntaba: ¿dónde están los belgradenses?, ¿por qué no protestan?. Y por supuesto que hubo manifestaciones en Belgrado, pero la gente de Dubrovnik no se enteró porque no había líneas telefónicas y los medios de comunicación estaban controlados, incluso el día de los bombardeos se pasaba por televisión un documental con la historia de la ciudad.
No están claras hasta hoy las verdaderas motivaciones del asedio a la ciudad, porque si las tropas yugoslavas, muy superiores en número y fuerzas, hubiesen querido destruirla, con la fuerza con la que contaban habría quedado reducida a cenizas. Por otra parte, entre mucha gente culta se revivió la idea de la antigua restauración de la vieja República de Ragusa, independiente de Croacia y de Serbia, con lo que muchos residentes de la antigua ciudad estaban de acuerdo, como el exfiscal de la ciudad Aleksandar Apolonio que, junto a otras personalidades locales, declararon en 1991 la restauración de la misma, lo que trajo como consecuencia que fuera sentenciado a doce años de cárcel. Ante esto, se evadió de lo resuelto por las autoridades croatas de la ciudad y estableció un gobierno provisional que se trasladó a la localidad de Cavtat/Ragusavecchia 18 km al sur. La idea era instaurar una ciudad libre al estilo de Mónaco o Hong Kong. Apolonio se vio envuelto en una encrucijada, por el débil apoyo del ejército yugoslavo a su propuesta, de reinstaurar la república, y ésta se diluyó con el tiempo.

### SigloXXI

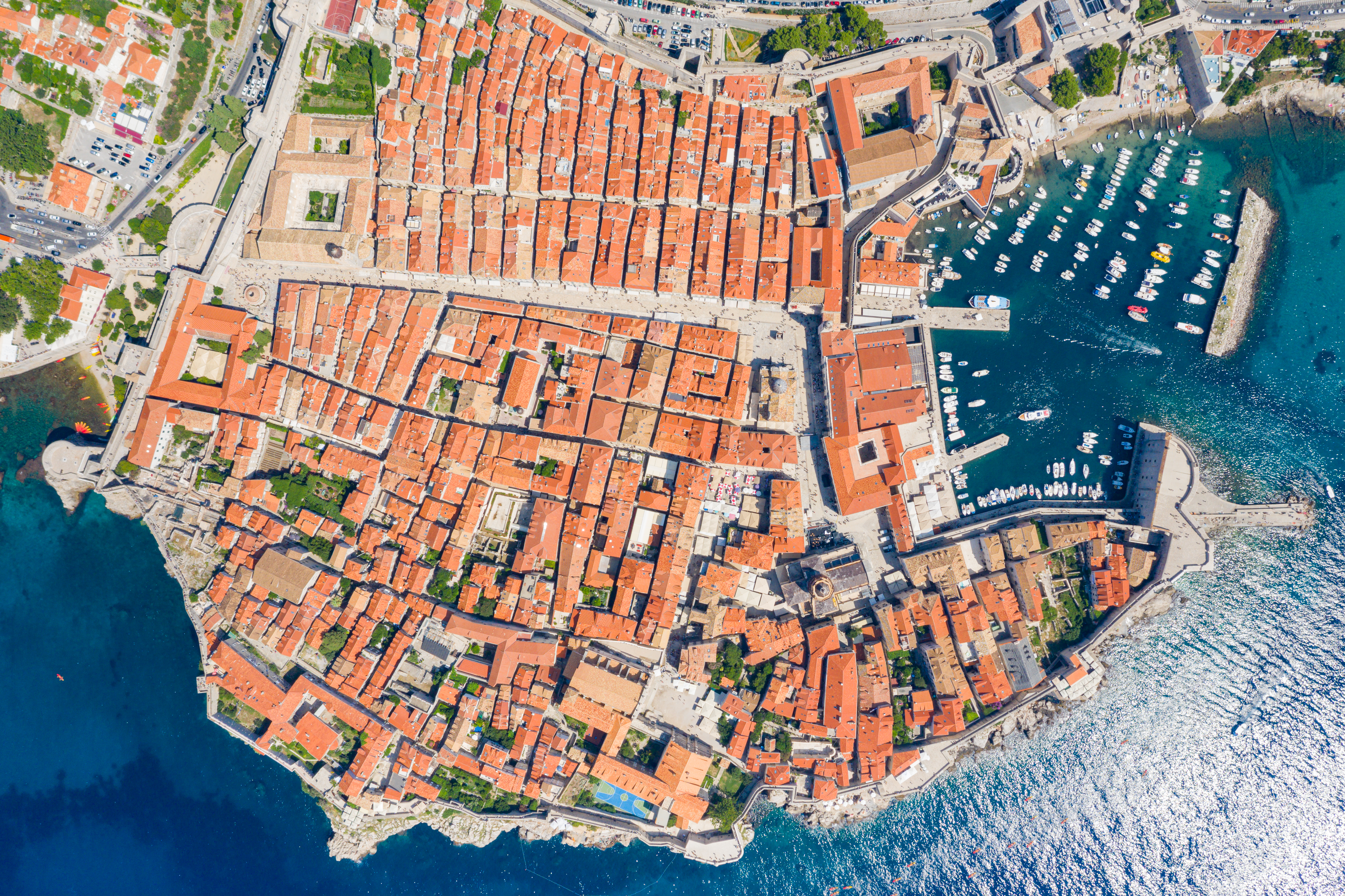
Vista cenital del casco antiguo de la ciudad

A principios del mes de agosto de 2007 se declaró en Bosnia-Herzegovina un incendio que rápidamente se desplazó hacia el territorio croata y que abarcó desde las inmediaciones de Cavtat, 30 km al sur, hasta rodear la ciudad de Dubrovnik, ya que avanzó hacia el norte por todo el valle de Župa. Las altas temperaturas (que superaban los 40 °C), un fuerte viento en sentido sur y la sequía facilitaron la propagación del incendio, hasta el punto de que poco antes de su extinción el 6 de agosto se había temido por la integridad de la ciudad amurallada y la de sus habitantes. Fue la valentía de los mismos, otra vez comprobada, junto con los bomberos, quienes lograron, luego de 24 horas, apagar el incendio. El estado de alarma, el humo y el sonido de las alarmas por la noche hicieron recordar a muchos habitantes de Dubrovnik el asedio y el bombardeo montenegrino sobre la ciudad de 1991.
En abril de 2012 se constituyó la Asociación por la región de Dubrovnik (Udruga Dubrovnik Regija) con cientos de integrantes, presidida por Igor Zuvela, que abogó por la creación de la Región de Dubrovnik, previa a la entrada de Croacia en la UE, esto debido a la herencia republicana de Dubrovnik diversa de Dalmacia, cultura, lengua y aislamiento con el resto del país.

## Idioma

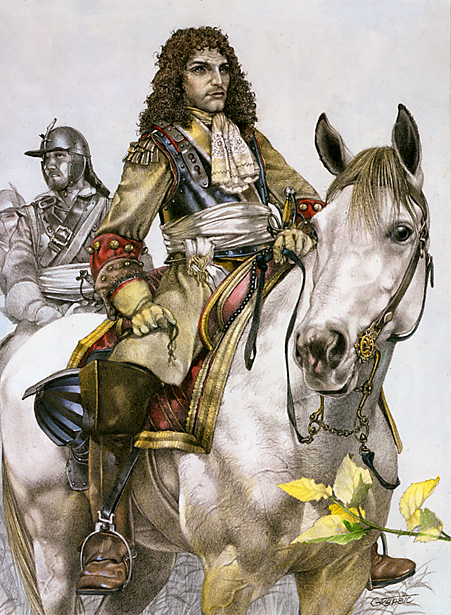
Mariscal de Campo Frano de Gondola/Gundulić (1683) hijo del famoso poeta Ivan Gundulić.

El idioma oficial de la antigua República era el latín, pero el idioma vulgar de los ragusianos en la Edad Media era el dalmático, idioma extinto, derivado del latín hablado por los ilirios. Además se hablaba en los barrios marginales de Dubrovnik desde el siglo X el dialecto croata dicho entonces, erróneamente, ilirio, fuertemente impregnado por el dialecto Štokavski (Estocavo) con matices del hablado en la costa dálmata Čakavski (Chakaviano). Pero sin perjuicio, la aristocracia hablaba también el italiano (modernamente llamado) y el veneciano (dialecto italiano).
Era usual el uso del italiano hasta la entrada de Dalmacia al Reino de Yugoslavia en 1918, puesto que estos eran bilingües. Luego comenzó la eslavización de las escuelas y además hay que recordar que durante las guerras de independencia italianas durante el siglo XIX, la política austriaca estuvo dirigida a eliminar y contrarrestar el componente italiano y serbio.
Más tarde con Josip Broz Tito hubo el éxodo masivo de la población latina de Dalmacia por la denominada masacre de las foibe. Actualmente -sin perjuicio de aquello- existen en Dalmacia muchos descendientes latinos eslavizados, pero con recuerdo patente de sus raíces.
Ahora Dubrovnik está casi completamente croatizada, además existe un porcentaje elevado de musulmanes y de personas llegadas de Herzegovina durante el siglo XX, para la construcción de los grandes hoteles.
Esta es una tabla de comparación de palabras que se utilizan en el dialecto de la antigua Ragusa. Varias tienen un origen latino, en lugar de eslavo:
| Español        | Ragusiano    | Croata      | Italiano         | Véneto      |
| -------------- | ------------ | ----------- | ---------------- | ----------- |
| padre          | pape         | tata        | padre            | pare        |
| contramaestre  | noštromo     | vođa palube | nostromo         | nostromo    |
| zapato         | crevlia      | cipela      | scarpa           | scarpa      |
| vaso           | gemuo        | čaša        | bicchiere        | goto        |
| adiós          | adio         | zbogom      | addio            | adio        |
| saludo         | sluga vam se | klanjam se  | saluti           | saludi      |
| ventana        | funiestra    | prozor      | finestra         | finestra    |
| ensuciarse     | šporcati     | uprljati    | sporcarsi        | sporcarse   |
| inmediatamente | subito       | odmah       | subito           | súbito      |
| marco          | cuada        | okvir       | cornice          | cornise     |
| fresa          | fragola      | jagoda      | fragola          | fragola     |
| reloj          | orlodo       | sat         | orologio         | reogio      |
| tendedero      | tiramola     | sušilo      | stendibiancheria | stendin     |
| ropa blanca    | biancaria    | bijela roba | biancheria       | biancheria  |
| reunión        | apuntamint   | sastanak    | appuntamento     | apuntamento |
| ir             | hodit        | ići         | andare           | andar       |
| tenedor        | pantaruo     | vilica      | forchetta        | piron       |
| cigarros       | španiulet    | cigara      | sigaretta        | spagnoleto  |
| bufanda        | faculet      | rubac       | sciarpa          | siarpa      |
| helado         | delato       | sladoled    | gelato           | gelato      |
| colonia        | colona       | kolonija    | colonia          | colona      |

Se ha querido mostrar esta tabla lingüística, de los variados dialectos eslavos, hablados desde épocas posteriores a Atila, para determinar la diferencia de filiación lingüística en lo que hoy denominados Croacia con la zona Dalmatina de Dubrovnik y la costa adriática. Los croatas montañeses podían en antaño, antes de la estandarización del idioma, entenderse con más facilidad con un bohemio de la órbita húngara que con un dalmatino ragusiano; en cambio los dalmatinos podían entenderse con facilidad incluso con los moscovitas de Rusia. Ahí tenemos la historia del mariscal de campo Francesco Gondola (1633-1700) (Gundulic), que en su viaje a Moscú y su encuentro con el zar Alejo I de Rusia en 1655, siendo capitán de dragones del Emperador Leopoldo I (del Sacro Imperio Romano), según cuentan sus memorias, se entendió directamente en su dialecto eslavo, lo que trajo al zar una gran alegría por dicho intercambio diplomático, sin necesidad de utilizar traductores, llamándolo "od slovinskoga iesika", descendiente eslavo.

## Topografía

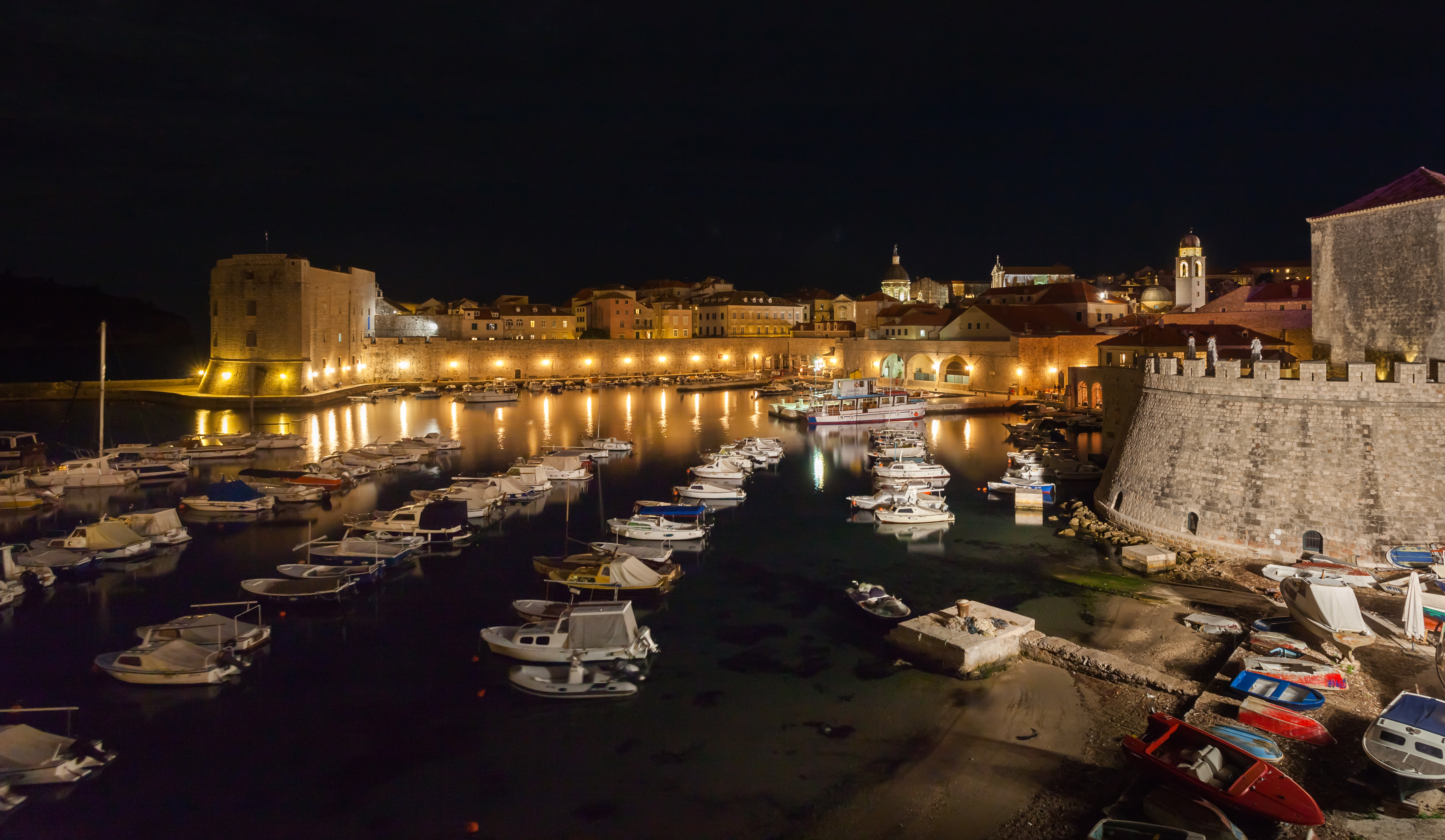
Antiguo puerto en Dubrovnik.

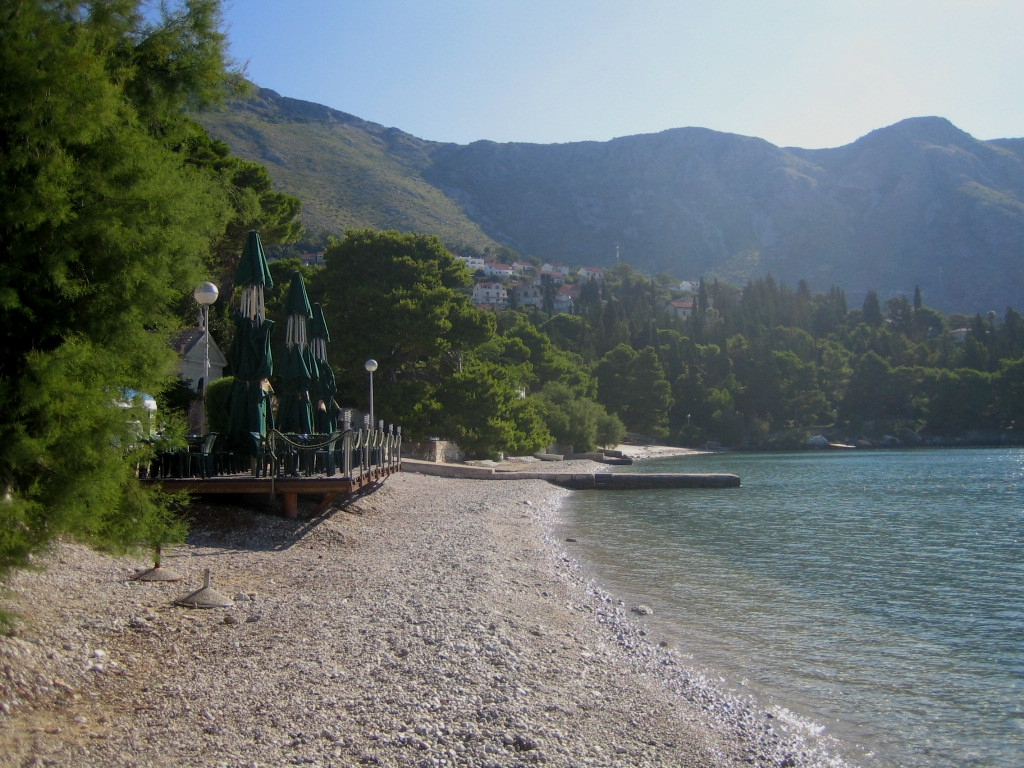
Playa en las inmediaciones de Dubrovnik.

Si bien la ciudad antigua, rodeada de murallas, es bastante reducida, Dubrovnik, en su conjunto, se extiende hasta bastante lejos, ocupando las laderas de las montañas, hasta la misma orilla del mar.
Se desborda por las penínsulas que la rodean, hacia el norte hasta Lapad y los suburbios de Gruz, el barrio del puerto nuevo (3 km al norte del casco antiguo). Al sur, la montaña cae tan bruscamente sobre el Adriático que es imposible que la ciudad se extienda en esa dirección. Los grandes hoteles están en la península de Lapad, Babin Kuk y alrededor del puerto de Gruz.

## Clima
Dubrovnik tiene un clima de transición entre el clima mediterráneo (Csa) y el clima subtropical húmedo (Cfa) según la clasificación climática de Köppen, porque sólo un mes de verano tiene menos de 40 mm de lluvia.
| Parámetros climáticos promedio de Dubrovnik (1971–2000, extremes 1961–2020) | Parámetros climáticos promedio de Dubrovnik (1971–2000, extremes 1961–2020) | Parámetros climáticos promedio de Dubrovnik (1971–2000, extremes 1961–2020) | Parámetros climáticos promedio de Dubrovnik (1971–2000, extremes 1961–2020) | Parámetros climáticos promedio de Dubrovnik (1971–2000, extremes 1961–2020) | Parámetros climáticos promedio de Dubrovnik (1971–2000, extremes 1961–2020) | Parámetros climáticos promedio de Dubrovnik (1971–2000, extremes 1961–2020) | Parámetros climáticos promedio de Dubrovnik (1971–2000, extremes 1961–2020) | Parámetros climáticos promedio de Dubrovnik (1971–2000, extremes 1961–2020) | Parámetros climáticos promedio de Dubrovnik (1971–2000, extremes 1961–2020) | Parámetros climáticos promedio de Dubrovnik (1971–2000, extremes 1961–2020) | Parámetros climáticos promedio de Dubrovnik (1971–2000, extremes 1961–2020) | Parámetros climáticos promedio de Dubrovnik (1971–2000, extremes 1961–2020) | Parámetros climáticos promedio de Dubrovnik (1971–2000, extremes 1961–2020) |
| Mes                                                                         | Ene.                                                                        | Feb.                                                                        | Mar.                                                                        | Abr.                                                                        | May.                                                                        | Jun.                                                                        | Jul.                                                                        | Ago.                                                                        | Sep.                                                                        | Oct.                                                                        | Nov.                                                                        | Dic.                                                                        | Anual                                                                       |
| --------------------------------------------------------------------------- | --------------------------------------------------------------------------- | --------------------------------------------------------------------------- | --------------------------------------------------------------------------- | --------------------------------------------------------------------------- | --------------------------------------------------------------------------- | --------------------------------------------------------------------------- | --------------------------------------------------------------------------- | --------------------------------------------------------------------------- | --------------------------------------------------------------------------- | --------------------------------------------------------------------------- | --------------------------------------------------------------------------- | --------------------------------------------------------------------------- | --------------------------------------------------------------------------- |
| Temp. máx. abs. (°C)                                                        | 18.4                                                                        | 24.1                                                                        | 26.8                                                                        | 30.3                                                                        | 32.9                                                                        | 37.5                                                                        | 37.9                                                                        | 38.4                                                                        | 34.2                                                                        | 30.5                                                                        | 25.4                                                                        | 20.3                                                                        | 38.4                                                                        |
| Temp. máx. media (°C)                                                       | 12.3                                                                        | 12.6                                                                        | 14.4                                                                        | 16.9                                                                        | 21.5                                                                        | 25.3                                                                        | 28.2                                                                        | 28.5                                                                        | 25.1                                                                        | 21.1                                                                        | 16.6                                                                        | 13.4                                                                        | 19.7                                                                        |
| Temp. media (°C)                                                            | 9.2                                                                         | 9.4                                                                         | 11.1                                                                        | 13.8                                                                        | 18.3                                                                        | 22.0                                                                        | 24.6                                                                        | 24.8                                                                        | 21.4                                                                        | 17.6                                                                        | 13.3                                                                        | 10.3                                                                        | 16.3                                                                        |
| Temp. mín. media (°C)                                                       | 6.6                                                                         | 6.8                                                                         | 8.4                                                                         | 11.0                                                                        | 15.3                                                                        | 18.9                                                                        | 21.4                                                                        | 21.6                                                                        | 18.4                                                                        | 14.9                                                                        | 10.7                                                                        | 7.8                                                                         | 13.5                                                                        |
| Temp. mín. abs. (°C)                                                        | -7.0                                                                        | -5.2                                                                        | -4.2                                                                        | 1.6                                                                         | 5.2                                                                         | 10.0                                                                        | 14.1                                                                        | 14.1                                                                        | 8.5                                                                         | 4.5                                                                         | -1.0                                                                        | -6.0                                                                        | -7.0                                                                        |
| Precipitación total (mm)                                                    | 98.3                                                                        | 97.9                                                                        | 93.1                                                                        | 91.4                                                                        | 70.1                                                                        | 44.0                                                                        | 28.3                                                                        | 72.5                                                                        | 86.1                                                                        | 120.1                                                                       | 142.3                                                                       | 119.8                                                                       | 1064.0                                                                      |
| Días de precipitaciones (≥ 0.1 mm)                                          | 11.2                                                                        | 11.2                                                                        | 11.2                                                                        | 12.0                                                                        | 9.4                                                                         | 6.4                                                                         | 4.7                                                                         | 5.1                                                                         | 7.2                                                                         | 10.8                                                                        | 12.4                                                                        | 12.0                                                                        | 113.6                                                                       |
| Horas de sol                                                                | 130.2                                                                       | 144.1                                                                       | 179.8                                                                       | 207.0                                                                       | 266.6                                                                       | 312.0                                                                       | 347.2                                                                       | 325.5                                                                       | 309.0                                                                       | 189.1                                                                       | 135.0                                                                       | 124.0                                                                       | 2669.5                                                                      |
| Humedad relativa (%)                                                        | 59.9                                                                        | 58.4                                                                        | 61.2                                                                        | 64.2                                                                        | 66.7                                                                        | 63.8                                                                        | 58.2                                                                        | 59.2                                                                        | 61.9                                                                        | 62.2                                                                        | 62.4                                                                        | 60.3                                                                        | 61.5                                                                        |
| Fuente: Croatian Meteorological and Hydrological Service                    |                                                                             |                                                                             |                                                                             |                                                                             |                                                                             |                                                                             |                                                                             |                                                                             |                                                                             |                                                                             |                                                                             |                                                                             |                                                                             |

## Demografía

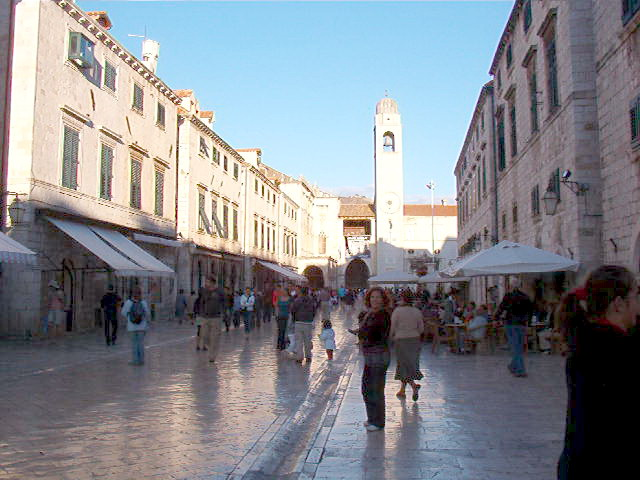
Stradun (que significa en lengua veneciana "gran calle"), vía principal en la ciudad antigua.

| Gráfica de evolución de Dubrovnik entre 1857 y 2021 |
|                                                     |
| Fuente: Oficina Croata de Estadísticas              |

## Ciudades hermanadas
Las siguientes ciudades están acogidas al programa de hermanamiento de ciudades con Dubrovnik:
- Rávena - Italia (desde 1967)[18]
- Vukovar - Croacia (desde 1993)[18]
- Graz - Austria (desde 1994)[18][19]
- Helsingborg - Suecia (desde 1996)[18]
- Cerro de Pasco - Perú (desde 1993)[18]
- Ragusa - Italia (desde 2000)[18]
- Bad Homburg - Alemania (desde 2002)[18]
- Punta del Este - Uruguay (desde 2002)[18]
- Sarajevo - Bosnia y Herzegovina (desde 2007)[18]
- Monterrey - Estados Unidos (desde 2007)[18]